# Bačko Novo Selo
Bačko Novo Selo (en serbe cyrillique : Бачко Ново Село ; en allemand : Neudorf) est une localité de Serbie située dans la province autonome de Voïvodine. Elle fait partie de la municipalité de Bač dans le district de Bačka méridionale. Au recensement de 2011, elle comptait 1 029 habitants.
Bačko Novo Selo est officiellement classé parmi les villages de Serbie.

## Démographie

### Évolution historique de la population
| 1948  | 1953  | 1961  | 1971  | 1981  | 1991  | 2002  | 2011  |
| ----- | ----- | ----- | ----- | ----- | ----- | ----- | ----- |
| 1 751 | 1 848 | 2 236 | 1 665 | 1 522 | 1 365 | 1 228 | 1 029 |

|  |